# Savall
Savall és una masia al terme municipal de Subirats (Alt Penedès) protegit com a bé cultural d'interès local. Tot i que els orígens de la masia són incerts, se sap que havia estat residència monàstica depenent del monestir de Montserrat, i la data del 1729 que figura sobre el portal permet situar en el primer terç del segle xviii l'activitat constructiva fonamental per a la configuració de l'edifici. La masia de Savall, situada prop de la caseria de Can Rossell, és un edifici d'estructura basilical format de planta baixa, pis i golfes. La façana presenta una composició gairebé simètrica, amb porta d'accés adovellada d'arc de mig punt i balcó al primer pis. Les golfes tenen quatre finestres i emmarcades en pedra, material que, treballat de diverses maneres (carreus regulars, irregulars, dovelles...) predomina en la construcció. La coberta és a dues aigües, en un doble nivell. Actualment hi ha adossat a un costat de la masia un edifici de planta quadrangular amb planta baixa, pis i terrat pla amb merlets.